# Дельфин (линейный корабль)
«Дельфин» — 62-пушечный парусный линейный корабль Азовского флота России. 

## Описание корабля
Один из двух 62-пушечных кораблей одноименного типа, построенных в Воронеже. Длина корабля по сведениям из различных источников составляла от 37,4 до 37,5 метра, ширина от 10,8 до 10,9 метра, а осадка от 2,7 до 2,8 метра. Экипаж судна состоял из 330 человек.

## История службы
Корабль «Дельфин» был заложен в Воронеже в ноябре 1697 года и после спуска на воду 28 мая 1703 года вошёл в состав Азовского флота. Строительство вёл корабельный мастер Р. Семесен.
Весной 1710 года корабль был перестроен из 62-пушечного в 48-пушечный, а в следующем году, несмотря на то, что работы по переоборудованию корабля ещё не были завершены полностью, переведён в Азов.
Перед передачей Азова Турции был переведен в Черкасск, где до 1714 года находился в готовности к плаванию. В 1716 году корабль был разобран.

## Командиры корабля
- Г. Вессель (1711 год)[3].